# 東川津村
東川津村（ひがしかわつむら）は、島根県八束郡にあった村。現在の松江市上東川津町、下東川津町にあたる。

## 地理
- 河川：笠無川[1]
- 山岳：嵩山[2]、熊井山[1]

## 歴史
- 1889年（明治22年）4月1日、町村制の施行により、島根郡上東川津村、下東川津村が合併して村制施行し、東川津村が発足[2][3]。
- 1896年（明治29年）4月1日、郡の統合により八束郡に所属[3]。
- 1903年（明治36年）4月1日、八束郡西川津村と合併して、川津村を新設して廃止[2][3]。

## 産業
- 農業、林業[2]。